# Корвальд, Ларс
Ларс Корвальдо файле (норв. Lars Korvald, 29 апреля 1916, Мьёндален, Бускеруд — 4 июля 2006, Мьёндален, Бускеруд) — норвежский политический деятель от Христианской народной партии. С 1972 по 1973 год занимал пост премьер-министра Норвегии, став преемником Трюгве Браттели, ушедшим в отставку после первого референдума по поводу членства Норвегии в Европейском экономическом сообществе.

## Биография
Ларс Корвальд родился в Мьёндалене (муниципалитет Недре-Эйкер). В 1943 году окончил Университет сельского хозяйства Норвегии. В 1952 году занял пост директора школы в коммуне Роде. Представляя округ Эстфолл, в 1961 году он впервые был избран в Парламент Норвегии, где заседал в общей сложности на протяжении пяти сроков. В 1967 году стал лидером Христианской народной партии. В 1972 был избран премьер-министром, став первым премьером Норвегии от Христианской партии. Кабинет Ковальда работал сравнительно недолго — с 18 октября 1972 по 16 октября 1973 года, но именно при нём была поставлена окончательная точка в вопросе о членстве Норвегии в Европейском союзе, а также был установлен курс первой нефтяной политики государства. В 1981 году Корвальд отошёл от политики партии и стал мэром в Эстфолле, где работал до 1986 года.
В 1943 году он женился на Рут Аарни Боргерсен (1915—2006). Занимая пост премьер-министра, Корвальд проживал в Беруме. Позже он жил в Моссе, но в более позднем возрасте вернулся в Мьёндален.